# Karczewski
Karczewski est une famille de la noblesse polonaise dont un des blasons (poraj) a été accepté en 1579 par le roi Stefan Batory.
- Les blasons de clan (Herb) utilisés par cette famille et sa descendance, au fil des siècles sont les suivants (entre autres) : Poraj, Samson, Mogila, Nalecz ainsi que Jasienczyk[1],[2],[3],[4]